# وست لیک هیلز (تگزاس)
وست لیک هیلز، تگزاس(به انگلیسی: West Lake Hills, Texas) شهری در ایالت تگزاس از ایالات جنوبی ایالات متحده آمریکا است. در سرشماری سال ۲۰۰۰، جمعیت این شهر ۳۱۱۶ نفر اعلام شد.